# 靈修
靈修即「靈性的修煉」，宗教術語。世界宗教博物館解釋：“靈修是一種宗教的修行，涉及嚴肅的思維或沈思；此詞源自於拉丁文，意謂著深奧且專注的思考。靈修可分為積極與消極兩種：前者肯定存在者的質量、力量、或是道德價值；後者則是強調全然放棄並超脫既存的思維理念。靈修的實踐可定義為在知覺上探索的一種生命新道。經歷了初階的淨化與統和，修行者讓自我空靈超脫以求轉化新生，終至能將此覺醒整存於日常生活之中。要進入個人的意識之中其實不難，重點在於全神貫注地觀視與體察，並秉持超脫且非批判的態度。”

## 基督宗教的靈修
英語：在基督新教稱為靈修，天主教舊稱為神修。
基督宗教的靈修聚焦在耶穌，是信徒一輩子渴望成為祂的門徒，並更像祂的過程。因著福音中上帝（又稱天主、神）的恩典，及聖靈大能的澆灌而使軟弱的人可能得以達成靈修的目標。

### 狹義
靈修是個人透過不同活動深化屬靈超性的生命，從中加深上帝／天主／神與人之間的關係。靈修活動可分為：

#### 正式的學習
- 神學訓練。
- 靈性指導的證書課程。
- 基督學院或大學認證的學、碩士課程。

#### 非正式的學習
- 閱讀《聖經》。
- 默想《聖經》。
- 避靜會。
- 靈修會。
- 朝聖。
- 基督宗教古文學的獨立研究或研讀。

#### 靈性紀律的練習
- 祈禱。
- 研讀《聖經》。
- 禁食。
- 唱聖詩。
- 順服。

### 廣義
靈修是基督徒的生活，信徒於生活中融入《聖經》的教導及對神 / 天主的體驗，以深化個天人之間的關係。靈修活動可分為:

#### 集體／教會的參與
- 參與彌撒、禮拜
- 志工服務

#### 每天日常生活的經驗
- 工作
- 家庭生活

## 中國民間信仰的靈修

### 靈乩
靈乩主要可能是透過外靈、遊魂，讓人以為是本靈的動作，實際上則不然。

### 民間信仰與靈修
中國民間信仰内没有灵修的概念，強調的是自身行為與心念的改過與行善，了解自己的缺失，改善自己的傷害他人的行為，並廣行善事。「諸惡莫作，眾善奉行」。
靈乩的修煉過程,最重要的一環,就是匯聚“真炁”，因靈為無形，故無形法，無形而為，才能符合“道炁長存”之真意。

## 佛教的禪修
佛教講求修行，与此相似的是禅定，是指通过禅定功夫，获得种种悉地成就，如证得神通等。大乘佛教强调人人皆具佛性，人们可以通过修行达到开悟或涅槃，依证量层次，分为声闻乘的四向四果圣人、缘觉乘的辟支佛、无上正等正觉佛陀。
原始佛教注重个人修行与解脱，不主张崇拜鬼神以获得力量。大乘佛教则强调佛陀、菩萨等圣人的加持力，可作为修行的助缘。

## 註释